# GoGo Sentai Boukenger
GoGo Sentai Boukenger (轟轟戦隊ボウケンジャー Gōgō Sentai Bōkenjā, Chiến đội Mạo hiểm gia Boukenger) là series thứ 30 trong loạt phim Super Sentai của Toei, một loạt phim truyền hình tokusatsu của Nhật Bản. Đây là bộ phim đầu tiên được sản xuất và phát sóng theo tỷ lệ khung hình 16:9. Chương trình được phát sóng từ ngày 19 tháng 2 năm 2006 đến ngày 11 tháng 2 năm 2007 và được thay thế bằng Juken Sentai Gekiranger. Các cảnh quay của nó đã được sử dụng trong loạt phim của Mỹ, Power Rangers Operation Overdrive và được lồng tiếng Hàn Quốc cho thị trường Hàn Quốc, phát sóng ở đó với tên gọi Power Rangers Treasure Force.
Tại Việt Nam, loạt phim được Hãng phim Phương Nam thuyết minh và mua bản quyền với tên chính thức là Boukenger - Đội Siêu nhân Sấm sét.

## Cốt truyện
Những di vật mạnh mẽ được gọi là Precious xuất hiện trên khắp thế giới. Nhận thấy sức mạnh của những di vật này, nhiều tổ chức Negative Syndicates muốn chiếm Precious cho riêng mình và sử dụng chúng cho mục đích xấu xa. Để đảm bảo Precious không rơi vào tay Negative Syndicates, Search Guard Successor Foundation (SGS) đã thành lập đội hoạt động đặc biệt của riêng mình, Boukengers, có nhiệm vụ thu thập Precious và ngăn chặn Negative Syndicates.

## Nhân vật

Các Boukenger.

### Search Guard Successor - Gogo Sentai Boukenger:
Akashi Satoru (明石 暁 (Minh Thạch Hiểu)) - Bouken Red (ボウケンレッド BōkenReddo)
Đội trưởng của Boukenger, mọi người hay gọi anh là Đội Trưởng . Là con người có ý chí quyết tâm cao, khả năng lãnh đạo rất tốt, biết rõ tính cách từng thành viên trong nhóm. Mục đích của Akashi là muốn phiêu lưu mạo hiểm, thích những thử thách với bản thân, anh có thể được coi là người đàn ông đích thực. Ở tập cuối, Akashi nhận nhiệm vụ phải bay vào không gian để làm nhiệm vụ.
Inou Masumi (伊能 真墨 (Y Năng Chân Mặc)) - Bouken Black (ボウケンブラック BōkenBurakku)
Thành viên mới gia nhập, mục đích của Masumi là mong mình vượt qua Satoru trở thành một thợ săn báu vật chuyên nghiệp. Nhưng cuối cùng thì Masumi đã phải thừa nhận Akashi là một đội trưởng tuyệt vời. Ở tập cuối, khi Akashi phải bay vào vũ trụ làm nhiệm vụ, anh đã giao cho Masumi nhiệm vụ đội trưởng tiếp tục dẫn dắt Boukenger.
Mogami Souta (最上 蒼太 (Tối Thượng Thương Thái)) - Bouken Blue (ボウケンブルー BōkenBurū)
Thành viên thứ ba của nhóm, trông Souta rất lãng tử. Anh là một chuyên gia máy tính và là người cung cấp thông tin cho đồng đội của mình. Souta luôn luôn nở một nụ cười và bản chất của anh là nhẹ nhàng và lịch sự. Cuối cùng, anh tiếp tục là một Boukenger cùng với Eiji, Natsuki, Masumi, Zuuban, và các thành viên SGS khác.
Mamiya Natsuki (間宮 菜月 (Gian Cung Thái Nguyệt)) - Bouken Yellow (ボウケンイエロー BōkenIerō)
Là một cô gái nhí nhảnh, hồn nhiên của nhóm, gia nhập nhóm cùng với Masumi, cô nàng hay đi cặp với Masumi. Tên thật của cô là Lilina, cô là công chúa của nền văn minh cổ đại đã bị sập đổ Lemuria. Natsuki là người rất mạnh mẽ, không dễ bị bắt nạt. Giống như Souta, cuối cùng, cô vẫn tiếp tục là một Boukenger cùng với Eiji, Zuuban và sếp Masumi của cô.
Nishibori Sakura (西堀 さくら (Tây Quật Anh)) - Bouken Pink (ボウケンピンク BōkenPinku)
Cô gái thứ hai của nhóm, chuyên về kĩ thuật của nhóm, phân tích những mối nguy hại mà bảo vật có thể gây ra. Sakura là tiểu thư của tập đoàn giàu có Nishibori, nhưng thay vì thừa kế tài sản của bố mẹ mình, cô tham gia vào lực lượng đặc nhiệm và sau đó Akashi thuyết phục cô trở thành Bouken Pink. Ở tập cuối, cô lén theo Akashi bay vào vũ trụ.
Takaoka Eiji (高丘 映士 (Cao Khâu Ánh Sĩ)) - Bouken Silver (ボウケンシルバー BōkenShirubā)
Anh mang 2 dòng máu, con người và tộc Ashu. Có thể xem anh là thầy pháp của nhóm. Mục đích của Eiji gia nhập Boukenger là để chống lại 2 kẻ thù của anh là Gai và Rei. Nhưng sau này giết được Gai và Rei, anh vẫn tham gia tiếp tục với nhóm Boukenger bước vào những cuộc phiêu lưu mới. Anh ta có một sở thích kỳ dị đó là ăn rau, quả sống như quà vặt
Zuban (大剣人ズバーン Daikenjin Zubān) - Đại kiếm nhân Zubaan
Tên thật là Golden Sword. Được tìm trong các đống đổ nát của Lemuria. Ông chiến đấu bên cạnh và xác định với các Boukengers chính nghĩa và dũng cảm

## Tập phim
Mỗi tập phim của Boukenger được gọi là "Công việc" mang phong cách Phiêu lưu
1. Trái tim của Quỷ Thần (魔神の心臓 Majin no Shinzō?)
2. Tà Long. Kẻ cướp đoạt (竜の略奪者 Ryū no Ryakudatsusha?)
3. Thanh Gươm Hoàng Đế (覇者の剣 Hasha no Tsurugi?)
4. Những chiếc xe bị mất tích (失われたビークル Ushinawareta Bīkuru?)
5. Viên ngọc của Đế quốc (帝国の真珠 Teikoku no Shinju?)
6. Lời nguyền sương mù (呪いの霧 Noroi no Kiri?)
7. Vảy Rồng Lửa (火竜（サラマンダー）のウロコ Saramandā no Uroko?)
8. Báu vật của Atlantis (アトランティスの秘宝 Atorantisu no Hihō?)
9. Ninja hạc giấy (折鶴の忍者 Orizuru no Ninja?)
10. BoukenRed biến mất (消えたボウケンレッド Kieta BōkenReddo?)
11. Trận chiến trên hoang đảo (孤島の決戦 Kotō no Kessen?)
12. Ống sáo Hameln (ハーメルンの笛 Hāmerun no Fue?)
13. Báu vật của công chúa Kaguya (かぐや姫の宝 Kaguya-hime no Takara?)
14. Quá khứ sống lại (甦る過去 Yomigaeru Kako?)
15. Thành phố nước (水の都 Mizu no Miyako?)
16. Thủy Tinh Thể (水のクリスタル Mizu no Kurisutaru?)
17. Tấm gương của Ashu (アシュの鏡 Ashu no Kagami?)
18. Đồng đội cũ (生きていた男 Ikiteita Otoko?)
19. Cuộc phiêu lưu rực sáng (眩き冒険者 Mabayuki Bōkensha?)
20. Người khổng lồ mới (新たなる巨人 Aratanaru Kyojin?)
21. Cây Chùy của Uchide (打出の小槌 Uchide no Kozuchi?)
22. Chiếc nhẫn của Solomon (ソロモンの指輪 Soromon no Yubiwa?)
23. Người cộng sự nguy hiểm (あぶない相棒 Abunai Aibō?)
24. Chiếc trống Hatsune (初音の鼓 Hatsune no Tsuzumi?)
25. Trái cấm (禁断の果実 Kindan no Kajitsu?)
26. Giày thủy tinh (ガラスの靴 Garasu no Kutsu?)
27. Tiên tri, bẫy Phong Thủy (風水占いの罠 Fūsui Uranai no Wana?)
28. Bộ giáp huyền thoại (伝説の鎧 Densetsu no Yoroi?)
29. Thanh kiếm Hoàng Kim (黄金の剣 Ōgon no Ken?)
30. Cơn thịnh nộ của Kị Sĩ Hoàng Kim (怒りの黄金魔人 Ikari no Ōgon Majin?)
31. Ngọn lửa vong quốc (亡国の炎 Bōkoku no Honō?)
32. Bí mật trường học phiêu lưu (ボウケン学校の秘密 Bōken Gakkō no Himitsu?)
33. Mặt Trời Lemuria (レムリアの太陽 Remuria no Taiyō?)
34. Ký ức xa xôi (遼かなる記憶 Harukanaru Kioku?)
35. Trí tuệ thần linh (神の頭 Kami no Kashira?)
36. Chùy sắt của quỷ (鬼の金棒 Oni no Kanabō?)
37. Thế giới giải trí mơ ước (憧れの芸能界 Akogare no Geinō-kai?)
38. Tấm vải cầu vồng (虹の反物 Niji no Tanmono?)
39. Hòn đá Prometheus (プロメテウスの石 Purometeusu no Ishi?)
40. Ashu phương Tây (西のアシュ Nishi no Ashu?)
41. Chiếc bình Mercurius (メルクリウスの器 Merukuriusu no Utsuwa?)
42. Thời đại của những kẻ săn lùng (クエスターの時代 Kuesutā no Jidai?)
43. Món quà giáng sinh nguy hiểm (危険な贈物（クリスマスプレゼント） Kiken na Kurisumasu Purezento?)
44. Suối nước nóng Ẩn Sĩ (仙人の温泉 Sennin no Onsen?)
45. Jaakuryuu tàn bạo nhất (最凶の邪悪竜 Saikyō no Jaakuryū?)
46. Bóng tối thức tỉnh (目覚めた闇 Mezameta Yami?)
47. Chiếc hộp tuyệt vọng (絶望の函 Zetsubō no Hako?)
48. Đại thần quan đáng sợ (恐怖なる大神官 Kyōfu naru Daishinkan?)
49. Tinh thần phiêu lưu bất diệt (果て無き冒険魂 Hatenaki Bōken Damashii?)

### Boukenger vs. Super Sentai
- GoGo Sentai Boukenger vs. Super Sentai

Là tập đặc biệt kỉ niệm sentai thứ 30, Boukenger đã gặp 5 thành viên Super Sentai trong quá khứ và một anh hùng mới (AkaRed), tập này có tên GoGo Sentai Boukenger vs. Super Sentai (轟轟戦隊ボウケンジャー VS スーパー戦隊 GōGō Sentai Bōkenjā Basu Sūpā Sentai).
Kẻ thù tập này là  Time Demon Chronos (時の魔神クロノス Toki no Majin Kuronosu), đã bắt cóc các Boukenger, trừ Eiji, một không gian thứ nguyên. Một chiến binh có tên AkaRed liên hệ với Eiji trên Trái Đất và tặng anh ta quyển sổ Super Sentai. Anh tới gắp Tsubasa Ozu (MagiYellow trong Mahou Sentai Magiranger) ở sàn quyền anh, Tekkan "Tetsu" Aira (DekaBreak trong Tokusou Sentai Dekaranger) khi anh đang thâm nhập vào tổ chức Cực Long Mafia, Asuka Ono (AbareBlack của Bakuryuu Sentai Abaranger) đang chăm sóc con gái trên Dino-Earth, và Nanami Nono (Hurricane Blue trong Ninpuu Sentai Hurricaneger) trong buổi diễn. Họ chiến đấu với Chronos, kẻ đã có Gordom Engines từ Gajah để mang Furabiijo từ Hurricaneger, hồi sinh Duchess Org Tsuetsue từ Hyakujuu Sentai Gaoranger và Sorcery Priest Meemy của Magiranger. Trong khi các Boukenger bị giam, họ gặp Hikaru (MagiShine trong Magiranger) và Smoky, mèo thần, và cố gắng thoát ra. Khi Chronos biến Meemy, Tsuetsue, và Furabiijo thành gậy Cổ đại với Hazard Level của 666, AkaRed đã truyền 6 Sentai Spirits vào DaiVoyager khiến nó trở thành Burning Legend DaiVoyager (バーニングレジェンドダイボイジャー Bāningu Rejendo DaiBoijā).

### Gekiranger vs. Boukenger
Các Hợp Thể
DaiBouken= Dump + Formula + Gyro + Dozer + Marine
DaiBouken Drill= Dump + Formula + Gyro + Drill + Marine
DaiBouken Shovel= Dump + Formula + Gyro + Dozer + Shovel
DaiBouken Drill & Shovel= Dump + Formula + Gyro + Drill + Shovel
DaiBouken Mixer= Dump + Formula + Gyro + Dozer + Mixer
DaiBouken Drill & Mixer= Dump + Formula + Gyro + Drill + Mixer
DaiBouken Crane= Dump + Formula + Gyro + Dozer + Crane
DaiBouken Drill & Crane = Dump + Formula + Gyro + Drill + Crane
Super DaiBouken= Dump + Formula + Gyro + Dozer + Marine + Drill + Shovel + Mixer + Crane
Ultimate DaiBouken= Dump + Formula + Gyro + Dozer + Marine + Drill + Shovel + Mixer + Crane + Jet
DaiTanken= Drill + Shovel + Mixer + Crane + Jet
Ngoài ra các Dx của Boukenger được sản xuất giới hạn
DX ACCELLULAR : 3500 CHIẾC (JAPAN 1620,AMERICAN 874,VIETNAM & SINGAPORE,THAILAND,INDONESIA....1006)
DX SABAIBASUTA : 1200 CHIẾC (SỐ LIỆU CHƯA RÕ RÀNG..)
DX BOUKEN JAVELIN : 450 CHIẾC (SỐ LIỆU CHƯA RÕ RÀNG..)
DX WEAPON BLACK & BLUE : 400 CHIẾC (SỐ LIỆU CHƯA RÕ RÀNG..)
DX SCOPE SHOT : 600 CHIẾC (SỐ LIỆU CHƯA RÕ RÀNG..)
DX SAGA SNIPER : 1000 CHIẾC (SỐ LIỆU CHƯA RÕ RÀNG..)
DX BOUKENJA DRIVER : 1200 CHIẾC (JAPAN 500,AMERICAN 300,VIETNAM & SINGAPORE,THAILAND,INDONESIA....400)

```
Magiranger vs boukenger (không sản xuất)
```

## Diễn viên

### Chính
- Satoru Akashi / BoukenRed: Mitsuomi Takahashi (高橋 光臣 Takahashi Mitsuomi?)
- Masumi Inou / BoukenBlack: Yasuka Saitoh (齋藤 ヤスカ Saitō Yasuka?)
- Souta Mogami / BoukenBlue: Masashi Mikami (三上 真史 Mikami Masashi?)
- Natsuki Mamiya / BoukenYellow: Chise Nakamura (中村 知世 Nakamura Chise?)
- Sakura Nishihori / BoukenPink: Haruka Suenaga (末永 遥 Suenaga Haruka?)
- Eiji Takaoka / BoukenSilver: Masayuki Deai (出合 正幸 Deai Masayuki?)
- Morio Makino: Shigeru Saiki (斉木 しげる Saiki Shigeru?)
- Mister Voice (lồng tiếng): Nobuo Tanaka (田中 信夫 Tanaka Nobuo?)
- Zuban (lồng tiếng): Hideyuki Hori (堀 秀行 Hori Hideyuki?)
- Gajah/Gajadom (lồng tiếng): Hiroo Otaka (大高 洋夫 Ōtaka Hiroo?)
- Ryuuwon (lồng tiếng and human form): Junpei Morita (森田 順平 Morita Junpei?)
- Jaryuu(s) (lồng tiếng): Tamotsu Nishiwaki (西脇 保 Nishiwaki Tamotsu?)
- Shizuka: Mami Yamasaki (山崎 真実 Yamasaki Mami?)
- Gekkou (lồng tiếng): Banjō Ginga (銀河 万丈 Ginga Banjō?)
- Yaiba (lồng tiếng): Takaya Kuroda (黒田 崇矢 Kuroda Takaya?)
- Gai (lồng tiếng): Kenta Miyake (三宅 健太 Miyake Kenta?)
- Rei (lồng tiếng): Chihiro Suzuki (鈴木 千尋 Suzuki Chihiro?)
- Dẫn truyện, trang bị (lồng tiếng): Shinichirō Ōta (太田 真一郎 Ōta Shin'ichirō?)

### Lồng tiếng
- Jougami: Masaharu Satō (佐藤 正治 Satō Masaharu?)
- Takumigami: Masanobu Kariya (仮屋 昌伸 Kariya Masanobu?)
- Kawazugami: Naoki Tatsuta (龍田 直樹 Tatsuta Naoki?)
- Kanadegami: Kyōsei Tsukui (津久井 教生 Tsukui Kyōsei?)
- Wicked Dragon Lindom: Daisuke Gōri (郷里 大輔 Gōri Daisuke?)
- Nendogami: Keiichi Sonobe (園部 啓一 Sonobe Keiichi?)
- Wicked Dragon Naga: Kiyoyuki Yanada (梁田 清之 Yanada Kiyoyuki?)
- Hyouga: Kenji Hamada (浜田 賢二 Hamada Kenji?)
- Zukangami: Hiroyuki Muraoka (村岡 弘之 Muraoka Hiroyuki?)
- Akutagami: Kōichi Sakaguchi (坂口 候一 Sakaguchi Kōichi?)
- Wicked Dragon Talong: Bin Shimada (島田 敏 Shimada Bin?)
- Shirubegami: Masaru Ōbayashi (大林 勝 Ōbayashi Masaru?)
- Mamorigami: Yūsuke Numata (沼田 祐介 Numata Yūsuke?)
- Wicked Dragon Dembey  (lồng tiếng): Akira Ishida (石田 彰 Ishida Akira?)
- Prometheus' Stone: Mitsuaki Madono (真殿 光昭 Madono Mitsuaki?)
- Ouga: Kazuki Yao (矢尾 一樹 Yao Kazuki?)
- AkaRed: Toru Furuya
- Wicked Dragon Tagargin: Yūji Kishi (岸 祐二 Kishi Yūji?)
- Desperado: Katsumi Shiono (塩野 勝美 Shiono Katsumi?)
- Hyde Gene: Shōzō Iizuka

### Trang phục
- BoukenRed, DaiTanken: Hirofumi Fukuzawa (福沢 博文 Fukuzawa Hirofumi?)
- BoukenBlack: Yasuhiko Imai (今井 靖彦 Imai Yasuhiko?)
- BoukenBlue, DaiVoyager: Yasuhiro Takeuchi (竹内 康博 Takeuchi Yasuhiro?)
- BoukenYellow: Yūichi Hachisuka (蜂須賀 祐一 Hachisuka Yūichi?), Naoko Kamio (神尾 直子 Kamio Naoko?)
- BoukenPink: Motokuni Nakagawa (中川 素州 Nakagawa Motokuni?)
- Daibouken/Super Daibouken/Ultimate Daibouken, Ryuuwon, Yami no Yaeba, Gajadom: Jirō Okamoto (岡元 次郎 Okamoto Jirō?)
- BoukenSilver, Ryuuwon, SirenBuilder: Hideaki Kusaka (日下 秀昭 Kusaka Hideaki?)
- Zuban, Gai: Riichi Seike (清家 利一 Seike Riichi?)
- AkaRed: Keizō Yabe (矢部 敬三 Yabe Keizō?)
- Rei: Masaru Ōbayashi (大林 勝 Ōbayashi Masaru?)

## Bài hát
Đầu
- "GoGo Sentai Boukenger" (轟轟戦隊ボウケンジャー Gōgō Sentai Bōkenjā?)
  - Lời: Yūho Iwasato
  - Sáng tác: Nobuo Yamada
  - Cải biên: Seiichi Kyōda
  - Thể hiện: NoB

Kết
- "Adventurers ON THE ROAD" (冒険者　ＯＮ　ＴＨＥ　ＲＯＡＤ Bōkensha On Za Rōdo?)
  - Lời: Yūho Iwasato
  - Sáng tác: YOFFY
  - Cải biên: Psychic Lover & Kenichirō Ōishi
  - Thể hiện: Psychic Lover

Xen kẽ
- "Boukenger GO ON FIGHTING!" (ボウケンジャー　ＧＯ　ＯＮ　ＦＩＧＨＴＩＮＧ！ Bōkenjā Gō On Faitingu!?) thể hiện bởi NoB
- "Adventure Punch! (冒険パンチ！" Bōken Panchi!?) thể hiện bởi Mitsuko Horie
- "Rumbling Gattai! DaiBouken!!" (轟轟合体！ダイボウケン!! Gōgō Gattai! DaiBōken!!?) thể hiện bởi Takayuki Miyauchi
- "FLY OUT! ULTIMATE DAIBOUKEN" thể hiện bởi Akira Kushida
- "Siren Builder of Hope" (希望のサイレンビルダー Kibō no Sairen Birudā?) thể hiện bởi MoJo
- "GO! GO! GO! GO! Negative Syndicate" (ＧＯ！ＧＯ！ＧＯ！ＧＯ！ネガティブシンジケート Gō! Gō! Gō! Gō! Negatibu Shinjikēto?)" thể hiện bởi Kensaku Saito
- "S.G.S. ~Now Advance SGS!~" (Ｓ.Ｇ.Ｓ～いざ進めサージェス！～ Esu Jī Esu ~Iza Susume Sājesu!~?) thể hiện bởi SGS Choir
- "Dazzling Flash! BoukenSilver" (眩き閃光! ボウケンシルバー Mabayuki Senkō! BōkenShirubā?) thể hiện bởi Hideaki Takatori
- "Start up! ~Ties~" (Ｓｔａｒｔ　ｕｐ！　～絆～ Sutāto Appu! ~Kizuna~?) thể hiện bởi NoB
- "Go Go Vehicle Big March!" (ゴーゴービークル大行進！ Gō Gō Bīkuru Dai Kōshin!?) thể hiện bởi Takafumi Iwasaki
- "NEVER ENDING VOYAGE" thể hiện bởi Ichiro Mizuki

Bài hát nhân vật
- "The Greatest Precious" (最高のプレシャス Saikō no Pureshasu?) thể hiện bởi Satoru Akashi (Mitsuomi Takahashi)
- "Black Drive" thể hiện bởi Masumi Inou (Yasuka Saitoh)
- "BLUE for you" thể hiện bởi Souta Mogami (Masashi Mikami)
- "Secret Treasure" (ひみつのたからもの Himitsu no Takaramono?) thể hiện bởi Natsuki Mamiya (Chise Nakamura)
- "Cherry Blossom" (さくら Sakura?) thể hiện bởi Sakura Nishihori (Haruka Suenaga)
- "Blown by a Silver Wind" (銀色の風に吹かれて Gin'iro no Kaze ni Fukarete?) thể hiện bởi Eiji Takaoka (Masayuki Deai)

## Notes
1. ↑  Gōgō (轟轟) dịch theo âm Hán Việt có nghĩa là "Oanh oanh", chỉ tiếng nổ của sấm sét.
2. ↑  "Boukenger" (ボウケンジャー Bōkenjā?) xuất phát từ tiếng Nhật có nghĩa là "mạo hiểm gia" (冒険者 Bōkensha?), và là một từ nối của "Adventure" (冒険 Bōken?) và "Ranger" (レンジャー Renjā?).